# Magnimyiolia fusca
Magnimyiolia fusca är en tvåvingeart som först beskrevs av Ito 1949.  Magnimyiolia fusca ingår i släktet Magnimyiolia och familjen borrflugor. Inga underarter finns listade i Catalogue of Life.